# Duque de Calabria
Duque de Calabria era el título tradicional del heredero al trono del Reino de Nápoles después del ascenso de Roberto I de Nápoles. También fue adoptado por los jefes de algunas familias que alguna vez reclamaron el Reino de Nápoles en lugar del título real.
Anterior al título ducal, establecido en la dinastía angevina, el título de Duque de Apulia y Calabria ya existía en la era normanda, que fue investido por primera vez por Roberto Guiscardo, por el Papa Nicolás II, en 1059. 
El título fue disputado recientemente por un período posterior a la muerte de Fernando de Borbón-Dos Sicilias, en el contexto de la disputa dinástica por el derecho al título de Jefe de la Casa Real. Además del propietario de la rama primogénita, había otro pretendiente al título de duque de Calabria: en el contexto de la Casa Real de Borbón-Dos Sicilias (rama primogénita, llamada Primogenitura Farnesiana), fue y es el título del Jefe de la Casa Real de Borbón-Dos Sicilias, mientras que en el contexto de la rama cadete francesa, se lo conoce como el título del heredero del Jefe de la Casa Real, es decir, heredero del duque de Castro. 
En 2014, se firmó en Nápoles un acto de reconciliación entre las dos ramas de la familia, en el que los títulos respectivos se reconocen mutuamente, asegurando que el título ducal de Calabria era solo prerrogativa de la rama hispano-napolitana primogénita.
El 14 de mayo de 2016, sin embargo, el pacto se rompió: de hecho, el duque de Castro, al no tener herederos varones, y por primera vez en la historia de la Casa de Borbón-Dos Sicilias, decide no reconocer las reglas de sucesión que favorecen la línea masculina, derogando el criterio de sucesión de la ley sálica, referente al derecho europeo (Tratado de Lisboa 2009) que prohíbe la discriminación entre hombres y mujeres. Pedro de Borbón-Dos Sicilias y Orleans impugna esta decisión por ser ilegítima con respecto al código legislativo del antiguo Reino de las Dos Sicilias y con respecto a las leyes y tradiciones familiares.
Hasta la fecha, en realidad, no existe ningún estado soberano o nacional que reconozca estos títulos a la rama franco-napolitana (y quinta nacida) de los Borbón de las Dos Sicilias, y cualquier reclamo en este sentido por parte de los duques de Castro es el único resultado de documentación autoproducida. Los únicos títulos de duque de Calabria, como se describe a continuación, se reconocen únicamente a la rama masculina primogénito hispano-napolitana, y esto mediante sentencias de 8 de marzo de 1984, luego de 2012 y 2014 por autoridades gubernamentales del Reino de España. La República Italiana también reconoce los títulos de duque de Calabria a la rama hispano-napolitana primogénita y esto con una sentencia al margen de la audiencia del 8 de mayo de 1961 en la Corte de Nápoles. 